# Nebahovy
Obec Nebahovy (německy Nebahau, Nebahow) se nachází v okrese Prachatice, kraj Jihočeský, zhruba 4,5 km východně od Prachatic. Leží v Šumavském podhůří (podcelek Prachatická hornatina, okrsek Žernovická vrchovina); v obci pramení Nebahovský potok, drobný levý přítok Zlatého potoka. Žije zde 620 obyvatel.

## Historie
První písemná zmínka o obci pochází z roku 1317.

## Pamětihodnosti
- Nebahovská lípa, památný strom na návsi
- Přírodní památka Pod Vyhlídkou
- Kaple Korunování Panny Marie (Nebahovy)

## Části obce
- Nebahovy
- Jelemek
- Kralovice
- Lažišťka
- Zdenice

V letech 1961–1990 k obci patřily i Žernovice a v letech 1961–1991 také Dubovice.

## Fotogalerie

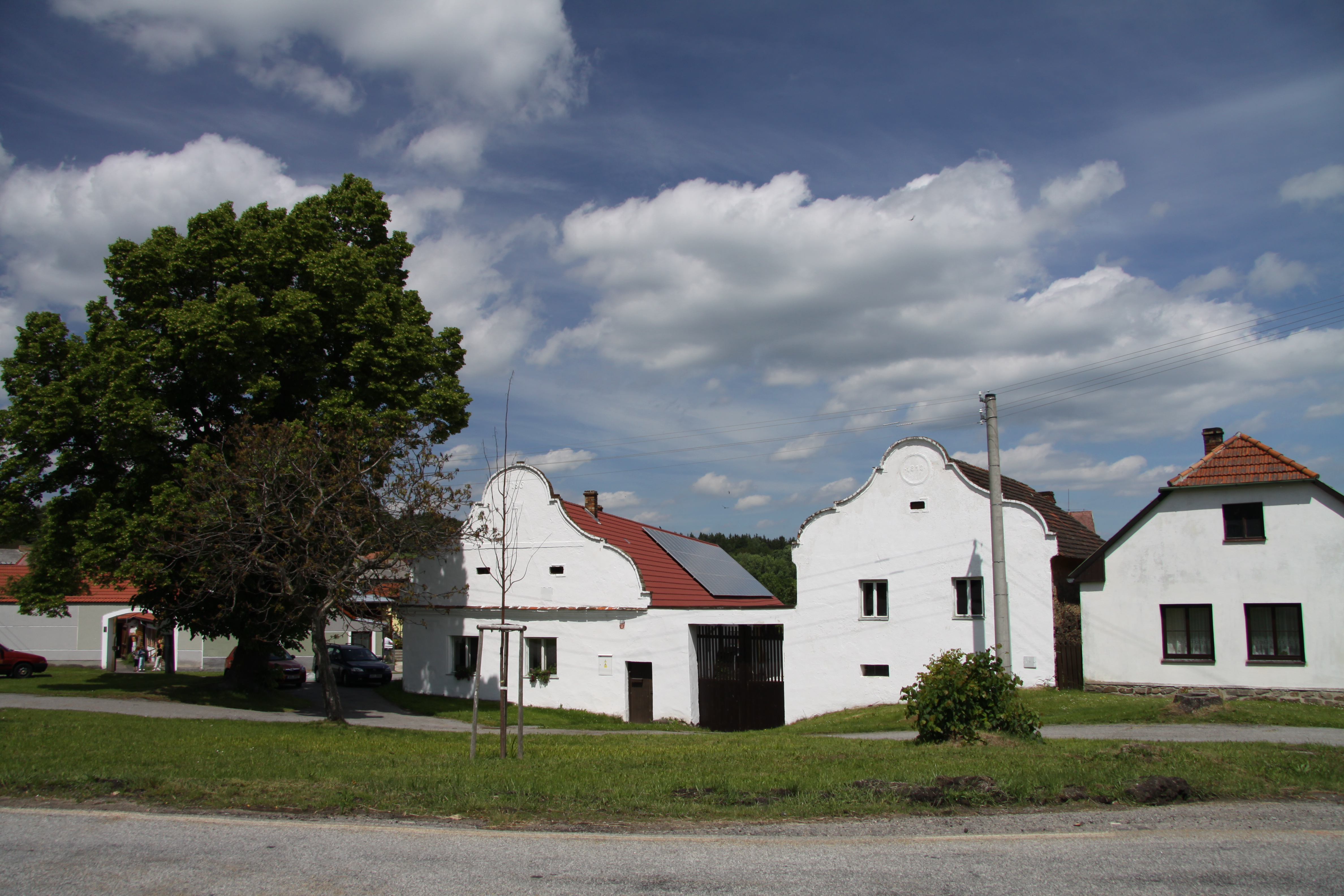
Selské baroko na návsi
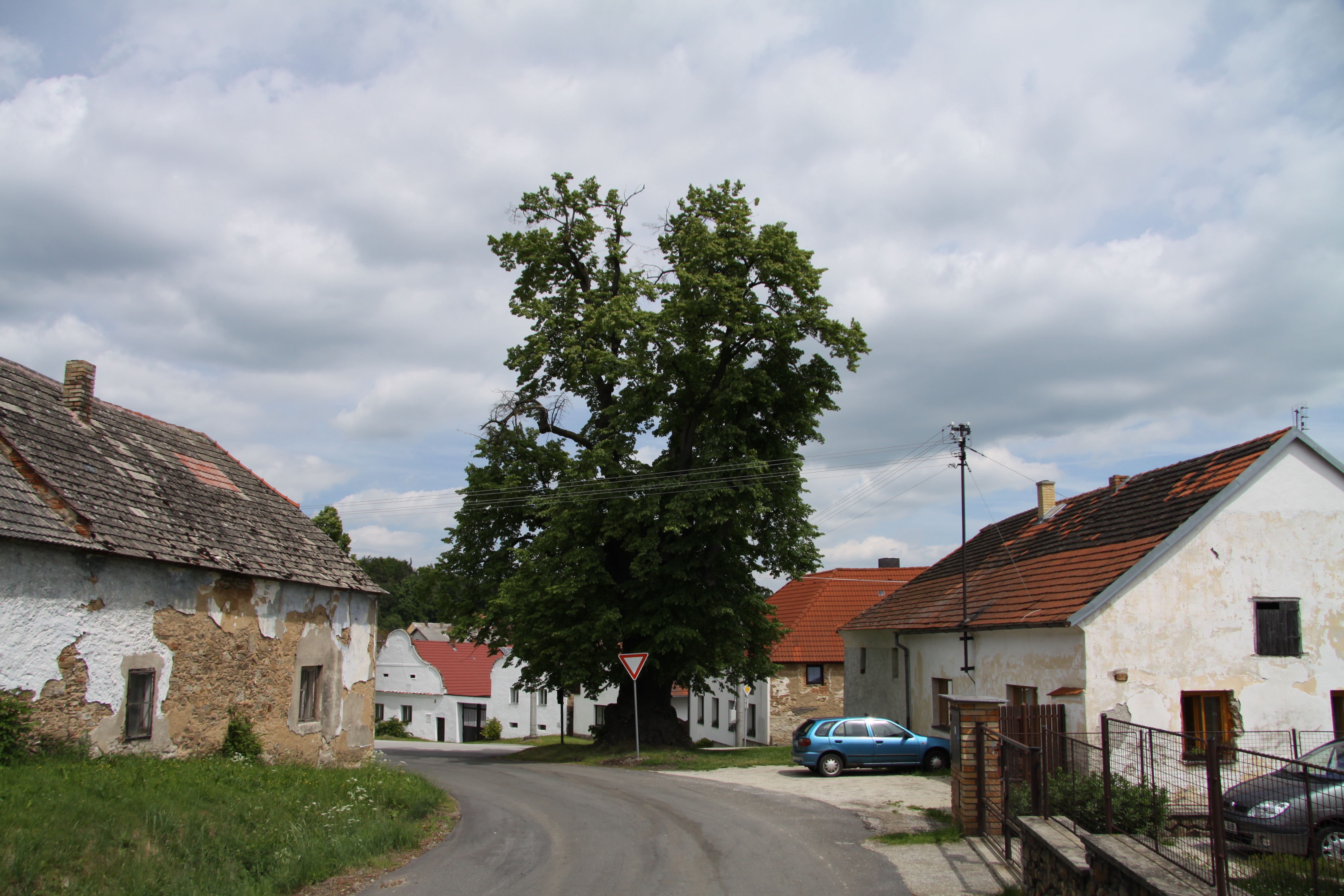
Památná lípa srdčitá v obci